# Sergio Reguilón
Sergio Reguilón Rodríguez (* 16. prosince 1996 Madrid) je španělský profesionální fotbalista, který hraje na pozici levého obránce za anglický klub Brentford FC, kde je na hostování z Tottenhamu Hotspur, a za španělský národní tým.

## Klubová kariéra

### Real Madrid
Reguilón se v osmi letech připojil k akademii španělského Realu Madrid. V roce 2015 se pak dostal do B-týmu Realu, odkud ale již 5. srpna odešel na hostování do týmu UD Logroñés.
Reguilón odehrál svůj debut v utkání třetí španělské ligy proti SD Compostela. Již 16. ledna 2016 se však vrátil zpět do rezervy Realu, jelikož v Logroñés prakticky nehrál. Již 23. srpna se však do Logroñés vrací na roční hostování. To dopadá mnohem lépe, Reguilón během něj ve 30 zápasech vstřelí 8 gólů, z toho čtyři v utkání proti Athleticu Bilbao.
Po návratu do Realu se Reguilón stává stabilním členem základní sestavy B-týmu. 25. srpna 2018 je pak povýšen do A-týmu Realu Madrid. V něm debutuje v utkání Ligy mistrů proti PFK CSKA Moskva, v lize pak 3. listopadu proti Realu Valladolid.

### Sevilla
5. července 2019 odchází Reguilón na celosezonní hostování do Sevilly. První zápas zde odehrál v La Lize ve vítězném utkání proti RCD Espanyolu.
V této sezóně zároveň zvítězil v Evropské lize UEFA, když ve finále Sevilla porazila Inter Milán 3:2.

### Tottenham Hotspur
19. září 2020 Reguilón přestupuje za 30 milionů eur z Realu do anglického Tottenhamu Hotspur, kde podepisuje pětiletou smlouvu. První zápas za Totenham odehrál v utkání 4. kola ligového poháru proti Chelsea. V Premier League pak debutoval 4. října proti Manchesteru United.

## Reprezentační kariéra
V juniorských kategoriích odehrál Reguilón pouze jeden zápas v reprezentaci do 21 let.
V seniorské reprezentaci debutoval v utkání Ligy národů proti Ukrajině.

## Statistiky

### Klubové
K 16. prosinci 2020
| Klub                 | Sezóna  | Liga               | Liga   | Liga | Pohár  | Pohár | Ligový pohár | Ligový pohár | Evropské poháry | Evropské poháry | Ostatní | Ostatní | Celkem | Celkem |
| Klub                 | Sezóna  | Liga               | Zápasy | Góly | Zápasy | Góly  | Zápasy       | Góly         | Zápasy          | Góly            | Zápasy  | Góly    | Zápasy | Góly   |
| -------------------- | ------- | ------------------ | ------ | ---- | ------ | ----- | ------------ | ------------ | --------------- | --------------- | ------- | ------- | ------ | ------ |
| Real Madrid Castilla | 2015/16 | Segunda División B | 18     | 0    | —      | —     | —            | —            | —               | —               | —       | —       | 18     | 0      |
| Real Madrid Castilla | 2017/18 | Segunda División B | 30     | 2    | —      | —     | —            | —            | —               | —               | —       | —       | 30     | 2      |
| Real Madrid Castilla | Celkem  | Celkem             | 48     | 2    | —      | —     | —            | —            | —               | —               | —       | —       | 48     | 2      |
| Logroñés (host.)     | 2015/16 | Segunda División B | 9      | 0    | 3      | 0     | —            | —            | —               | —               | —       | —       | 12     | 0      |
| Logroñés (host.)     | 2016/17 | Segunda División B | 30     | 8    | 1      | 0     | —            | —            | —               | —               | —       | —       | 31     | 8      |
| Logroñés (host.)     | Celkem  | Celkem             | 39     | 8    | 4      | 0     | —            | —            | —               | —               | —       | —       | 43     | 8      |
| Real Madrid          | 2018/19 | La Liga            | 14     | 0    | 4      | 0     | —            | —            | 4               | 0               | 0       | 0       | 22     | 0      |
| Sevilla (host.)      | 2019/20 | La Liga            | 31     | 2    | 2      | 0     | —            | —            | 5               | 1               | —       | —       | 38     | 3      |
| Tottenham Hotspur    | 2020/21 | Premier League     | 9      | 0    | 0      | 0     | 1            | 0            | 4               | 0               | —       | —       | 14     | 0      |
| Celkem               | Celkem  | Celkem             | 141    | 12   | 10     | 0     | 1            | 0            | 13              | 1               | 0       | 0       | 165    | 13     |

### Reprezentační
K 13. říjnu 2020
| Španělsko | Španělsko | Španělsko |
| Rok       | Zápasy    | Góly      |
| --------- | --------- | --------- |
| 2020      | 3         | 0         |
| Celkem    | 3         | 0         |

## Úspěchy

### Klubová ocenění
Real Madrid
- Mistrovství světa ve fotbale klubů – 2018

Sevilla
- Evropská liga UEFA – 2019/20

### Individuální ocenění
- Sestava sezóny Evropské ligy UEFA – 2019/20[9]